# Islam Latinski
Islam Latinski – wieś w Chorwacji, w żupanii zadarskiej, w gminie Posedarje. Leży w środkowej części Dalmacji. W 2011 roku liczyła 284 mieszkańców.